# Kolbäcksån
La Kolbäcksån est une rivière de Suède, s'écoulant sur 199 km de long dans les provinces de Dalécarlie et du Västmanland avant son embouchure dans le lac Mälar. Avec 27 m3/s, c'est le deuxième principal affluent du lac. Traversant la région minière du Bergslagen, la rivière a été très importante pour l'industrie, à la fois comme moyen de transport (en particulier après la création du canal de Strömsholm) et comme source d'énergie, ses nombreuses chutes ayant été utilisées pour alimenter les fourneaux et forges de la région.